# Amykos-Maler

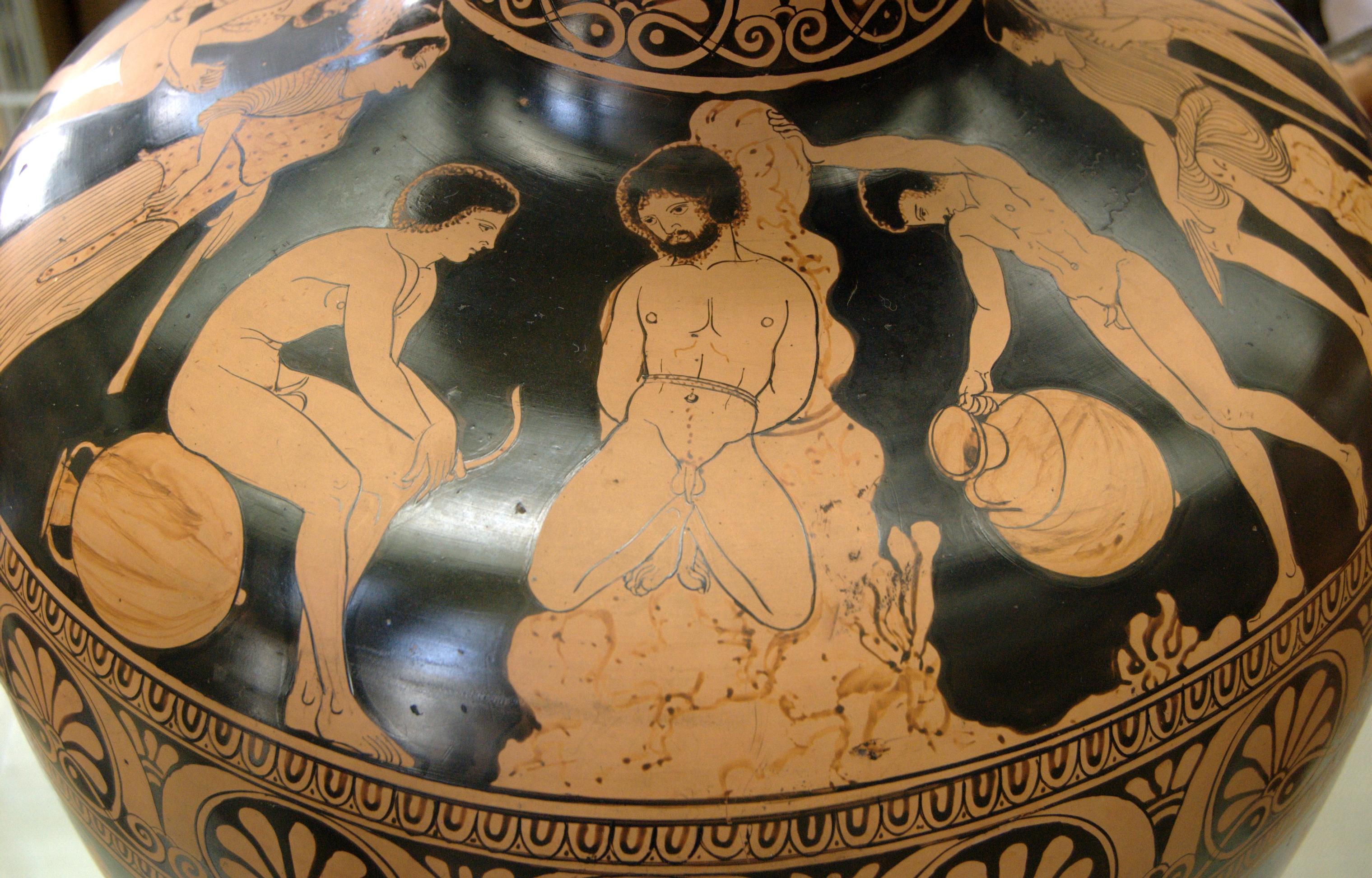
Amykos gefesselt; namensgebende Vase des Amykos-Malers im Cabinet des Médailles in Paris

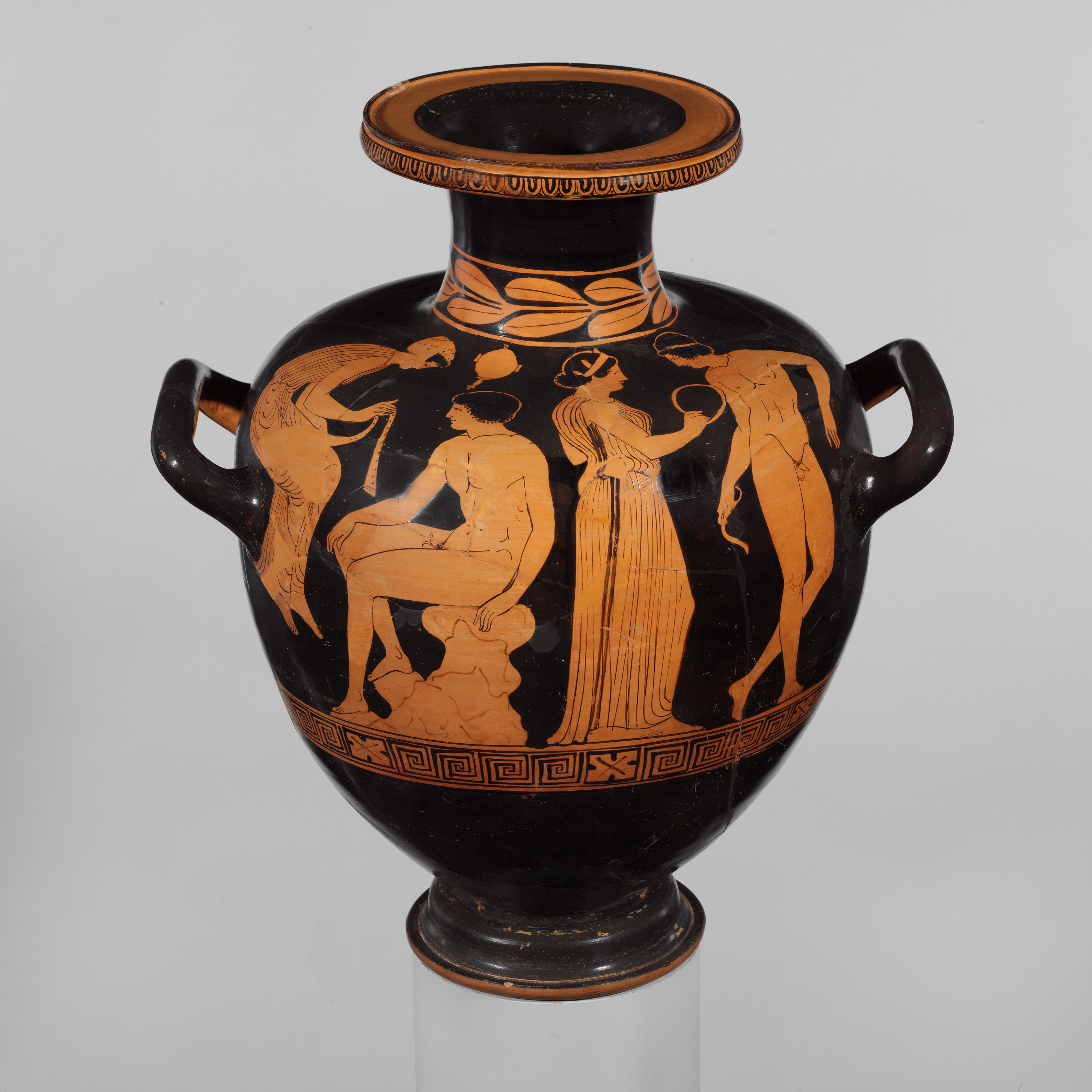
Frauen überreichen Geschenke an junge Männer, Amykos-Maler, Metropolitan Museum of Art, New York

Amykos-Maler ist der Notname für den bedeutendsten Vasenmaler des frühen unteritalischen rotfigurigen Stils. Der Hand des namentlich nicht bekannten Malers werden rund 250 Vasen zugeschrieben. Möglicherweise war er ein Schüler des Pisticci-Maler, in dessen Werkstatt er wohl arbeitete. Seinerseits wird er als Lehrer etwa des Brooklyn-Budapest-Malers und des Dolon-Malers angesehen, die die nächste Generation der Werkstatt verkörpern. Der Pisticci-Maler, möglicherweise selbst in Athen ausgebildet, gilt als Begründer der lukanischen Vasenmalerei, die sich die attische Vasenmalerei Athens zum Vorbild nahm.
Die Schaffenszeit des Amykos-Maler kann wie die des Pisticci-Malers in die Jahre 430 bis 400 v. Chr. datiert werden. Er scheint in Metapont gearbeitet zu haben, was Funde von mindestens drei Gefäßen – eine Amphora und zwei Hydrien – aus seiner Hand im Kerameikos, dem Töpferviertel, von Metapont nahelegen. Er bemalte vor allem Kratere, Hydrien, Peliken und Amphoren, zudem Choen und Skyphoi. Doch auch andere Gefäßformen wurden von ihm bemalt, etwa verschiedene Nestoriden. Mythologische Szenen wie die Darstellung des Amykos (auf einer Vase im  Cabinet des Médailles in Paris) oder die des Suizids der Kanake sind in seinem Repertoire eher selten. Er malte häufiger Silene und Mänaden, Genreszenen mit Kriegern, Frauen oder jungen Männern sowie Athleten in Begleitung verhüllter Frauen.